# リカオン
リカオン（Lycaon pictus）は、哺乳綱食肉目イヌ科リカオン属に分類される食肉類。本種のみでリカオン属を構成する。

## 分布
アンゴラ、エチオピア、ケニア、ザンビア、ジンバブエ、スーダン、セネガル、タンザニア、チャド、中央アフリカ共和国、ナミビア、ニジェール、ブルキナファソ、ベナン、ボツワナ、マラウイ、南アフリカ共和国、南スーダン、モザンビーク
ウガンダ、ギニアビサウ、コートジボワール、コンゴ民主共和国、トーゴ、ナイジェリア、マリ共和国では、絶滅したと考えられている。エジプト、エスワティニ、エリトリア、ガーナ、ガボン、カメルーン、ガンビア、シエラレオネ、ブルンジ、モーリタニア、ルワンダでは絶滅。

## 形態
頭胴長（体長）76 - 112センチメートル。尾長30 - 41センチメートル。肩高60 - 78センチメートル。体重17 - 36キログラム。属名Lycaonは「オオカミ」の意。全身は、粗く体毛で被われる。不規則に黒・黄色がかった橙色・白の体毛で被われるが、体色には個体変異があり一色のみの個体もいる。鼻面から額、眼にかけては黒い体毛で被われる。尾の先端は白い。種小名pictusは「彩色された・装飾された」の意で、英名paintedと同義。体臭は強く、群れが集合する際に役立つと考えられている。
耳介は丸みを帯び、大型。大型の耳介は、体温を調節する効果などがあると考えられている。鼻面は頑丈で、やや短い。計42本の歯を持つ。犬歯と第4臼歯は刃物状に発達し、肉を食べるのに適している。第3大臼歯はあまり発達しない。歯尖が1つしかない。四肢は長く、指趾は4本。
乳頭数は5 - 7対。

## 分類
歯尖が1つしかないことから、ドール・ヤブイヌと共にシモキオン亜科Simocyoninaeに分類する説もあった。近年の分子系統解析では、本種やドールよりもイヌ属のセグロジャッカルやヨコスジジャッカルが初期に分岐したという解析結果が得られている。
以下の亜種の分類は、Wozencraft(2005）に従う。
- Lycaon pictus pictus (Temminck, 1820)
- Lycaon pictus lupinus Thomas 1902
- Lycaon pictus manguensis Matschie, 1915
- Lycaon pictus sharicus Thomas & Wroughton, 1907
- Lycaon pictus somalicus Thomas, 1904

## 生態
主に標高3,000メートル以下にある、草原やサバンナ・半砂漠地帯などに生息する。キリマンジャロの標高5,000メートル以上で発見された例もある。1,500 - 4,000平方キロメートルに達する行動圏内で生活する。
最少で3 - 6頭（幼獣を加えると20 - 40頭、もしくはそれ以上）からなる家族群を形成し生活する。群れ内の性比はオスの方が大きく、メスの2倍に達することもある。群れ内のオスは血縁関係にあり、オスは産まれた群れに留まる。メスは同時に産まれた姉妹と共に、生後14 - 30か月で産まれた群れを離れる。個体間のコミュニケーションとして鳴き声をあげて鼻面に自分の鼻面を押し付けるといった行動があり、これは幼獣が食物をねだる行動に由来すると考えられている。
1日に平均10キロメートルを移動し獲物を探すが、獲物が少ない場合は時速9 - 11キロメートルの速度で2 - 3日にわたり獲物を探す。狩りの時は走行速度が時速45 - 66キロメートルに達する。
主に体重15 - 150キログラムの中型哺乳類を食べるが、小型哺乳類や大型哺乳類を食べることもある。主に薄明薄暮時に狩りを行う。まれに夜間に狩りを行う事もある。獲物は主に視覚で探す。弱った個体や幼獣を狙い、群れで協力し長距離を追走する。幼獣には全ての個体が、獲物を吐き戻して与える。群れに幼獣が同行している場合は、幼獣が獲物を優先的に食べる。
繁殖様式は胎生。北部個体群や南部個体群は晩冬に交尾を行うが、熱帯域では周年繁殖する。妊娠期間は60 - 80日。ツチブタの古巣などで、1回に2 - 20頭の幼獣を産む。出産間隔は12 - 14か月。繁殖は、群れ内の地位の高い雌雄が行う。地位の低いメスが出産した場合、その幼獣を巡って口に咥えた綱引きのような争いを行い結果として幼獣が地位の高いメスに殺される事が多い。授乳期間は5週間。幼獣は生後11週間で巣穴の外に出て、生後6か月で狩りに加わる。生後1年 - 1年2か月で、狩りが行えるようになる。生後1年6か月 - 2年で性成熟し、寿命は10 - 12年と考えられている。

## 人間との関係
家畜や狩猟獣を襲う、害獣とみなされることもある。
交通事故、射撃や罠・毒による駆除、イヌからの伝染病などにより生息数は減少している。以前は砂漠と熱帯雨林を除いたサハラ砂漠以南のアフリカ大陸広域に分布していたとされるが、アフリカ大陸北部・西部ではほぼ絶滅し、アフリカ大陸中部・北東部では激減している。1980年代における生息数は8,000頭と推定されている。
アフリカ大陸北部・西部個体群
CRITICALLY ENDANGERED (IUCN Red List Ver. 3.1 (2001))

日本では2020年（令和2年）現在、リュカオン・ピクトゥスとして特定動物に指定されている。

## 画像

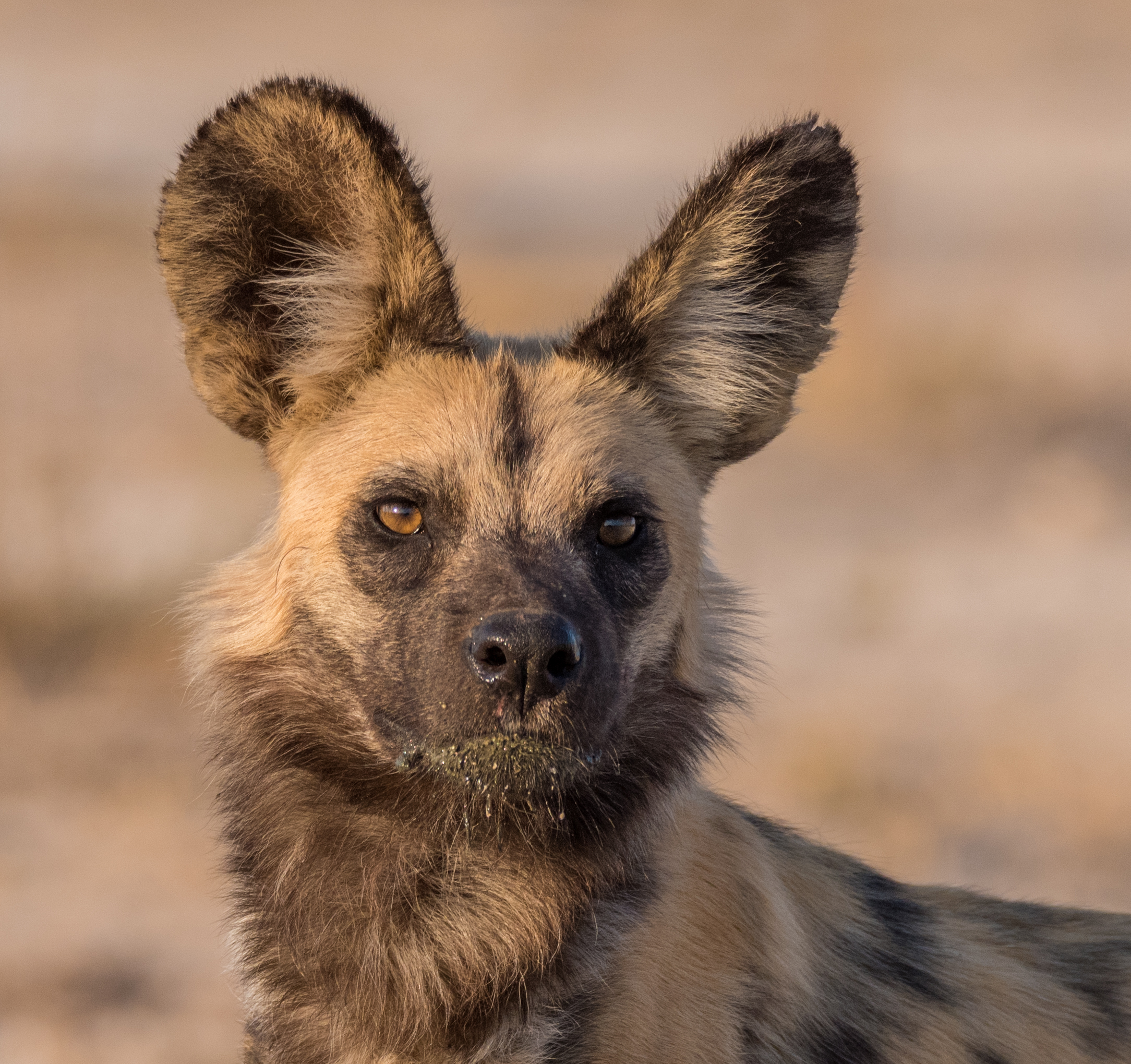
頭部
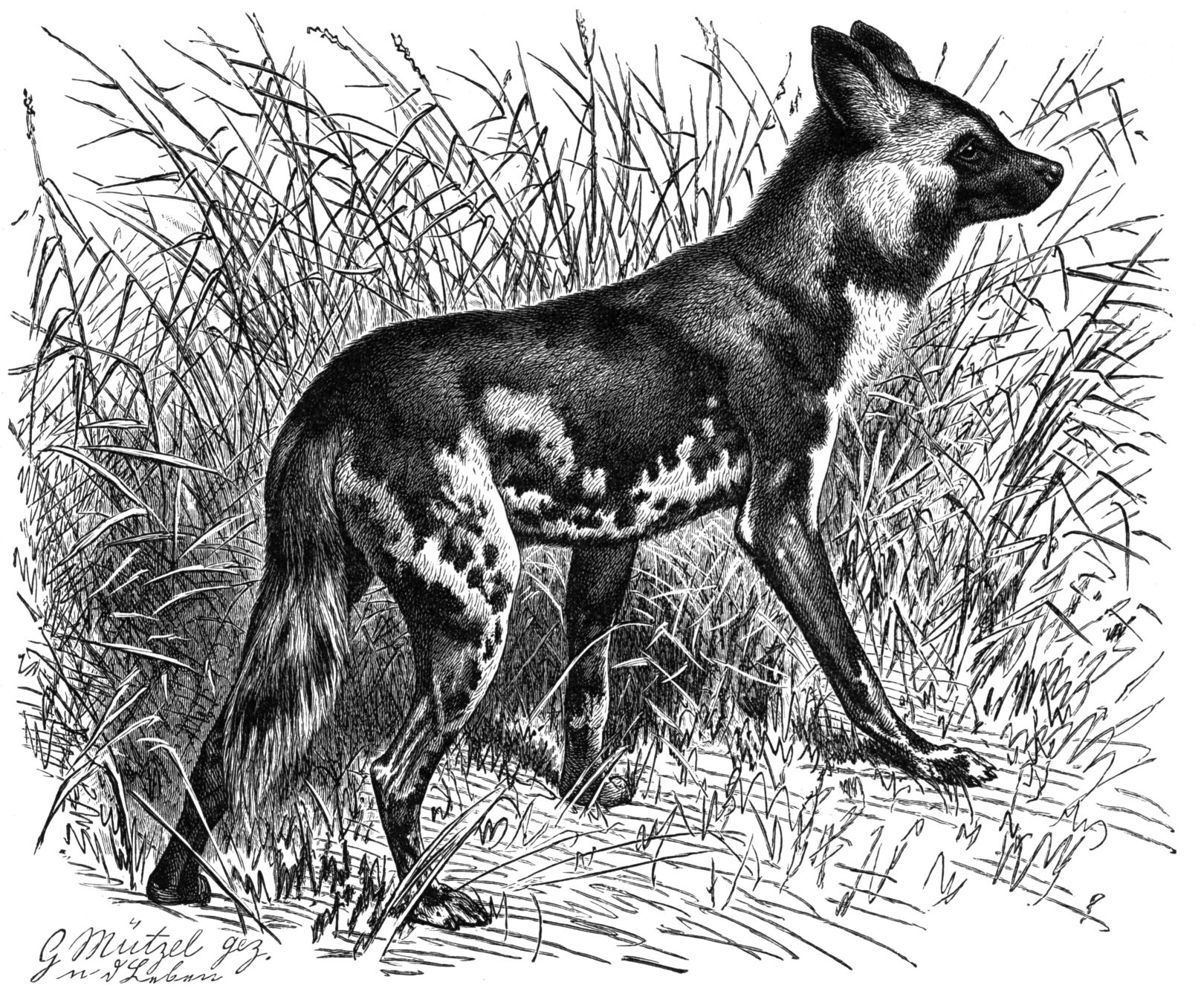
イラスト